# Facundo Colidio
Facundo Colidio (Rafaela, 4 de janeiro de 2000) é um futebolista argentino que atua como atacante. Atualmente, joga no River Plate.

## Títulos
River Plate
- Trofeo de Campeones: 2023
- Supercopa Argentina: 2023

### Prêmios individuais
- 60 jovens promessas do futebol mundial de 2017 (The Guardian)[1]